# Renacimiento en Hungría

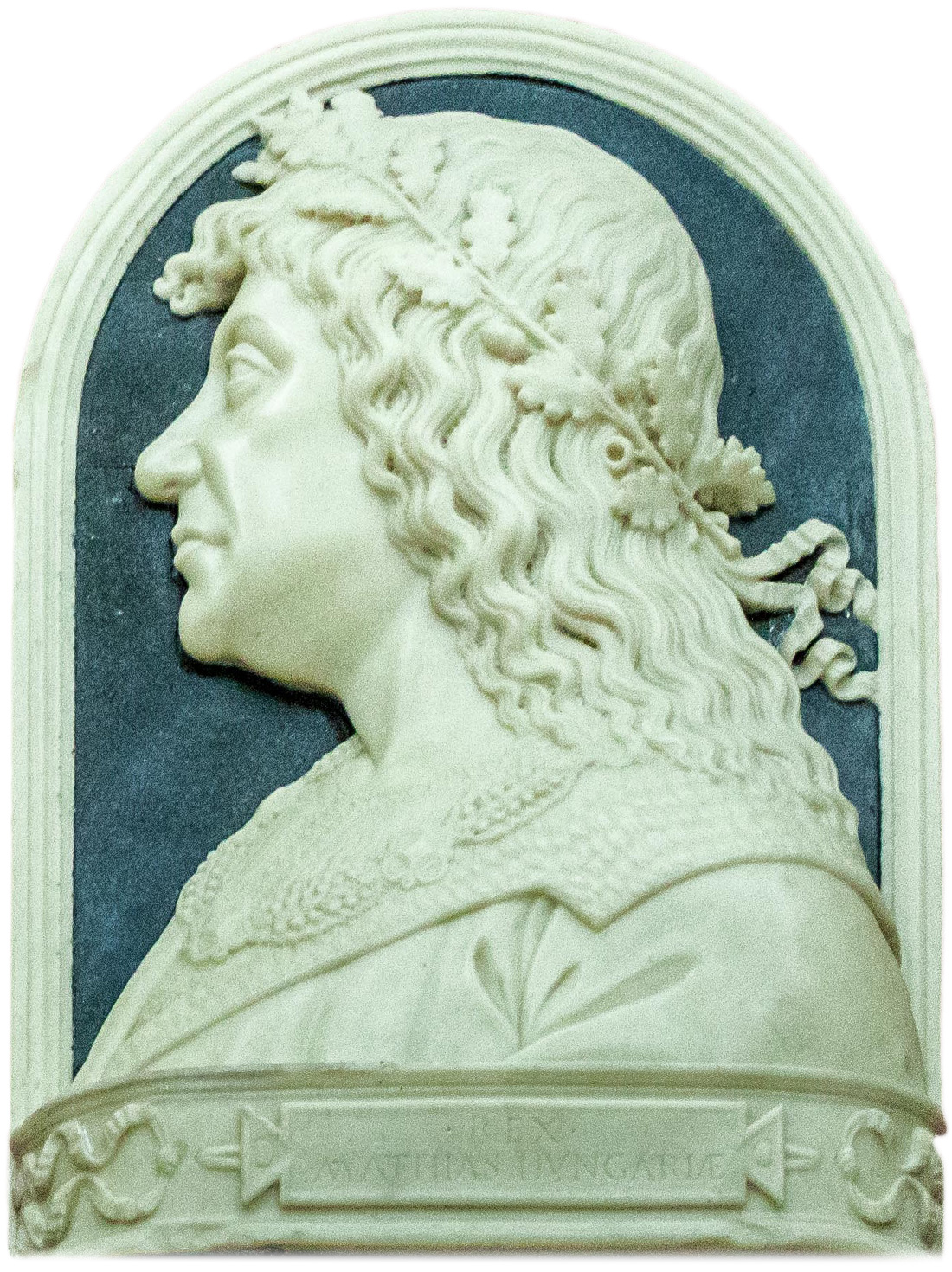
Matías Corvino, rey de Hungría (1458-1490), mecenas renacentista.

El trono húngaro se hallaba ocupado desde 1458 por el rey Matías Corvino, quien conoció y admiró los patrones italianos renacentistas y los extendió por su reino. El rey había sido educado junto a su hermano en una profunda atmósfera humanista bajo la conducción del obispo Juan Vitéz, quien posteriormente continuó fomentando la cultura durante el reinado del monarca. Ante la petición del rey Matías, el papa Paulo II fundó la Universitas Istropolitana en 1465, con sede en la ciudad de Pressburg (hoy Bratislava). Esta universidad sirvió como lugar de encuentro para estudiosos de toda Europa Central, y contó con gran apoyo del monarca.
El matrimonio del rey húngaro con Beatriz de Nápoles en 1476 reforzó la llegada de este movimiento cultural, pues se estrecharon más aún las relaciones políticas y dinásticas con Italia. Matías fundó la Bibliotheca Corvinniana, que se convirtió en uno de los mayores centros de saber de Europa, con una extraordinaria colección de libros. En 1472 creó la primera imprenta húngara, y llenó la corte de astrólogos, artistas y escritores italianos. Igualmente, hizo reconstruir al estilo renacentista el palacio de Buda, ubicado en la actual Budapest, siendo de este modo uno de los primeros ejemplos de la nueva arquitectura fuera de Italia. 
Estas muestras del triunfo del nuevo estilo convivían con elementos aún góticos, como se aprecia en la pintura de la época. Las nuevas tendencias procedentes de Italia incidieron en un mayor realismo y veracidad en las representaciones pictóricas, que muestran el gusto centroeuropeo por la suntuosidad y vistosidad. Esto se observa, por ejemplo, en La Mujer vestida de Sol (Galería Nacional Húngara, Budapest), de autor desconocido. En esta pintura, es evidente la maestría del anónimo pintor que, bajo convenciones todavía medievales, y un atrevido uso del color, avanza hacia el naturalismo renacentista.
En esta época igualmente floreció la literatura en el reino húngaro y pronto surgieron conocidas figuras de la literatura y poesía como los italianos Antonio Bonfini, quien escribió la obra Rerum Hungaricarum decades (Décadas del reino húngaro), crónica histórica que abarca desde la historia de los ávaros en el siglo IV y después los inicios de los húngaros, hasta 1497; Galeotto Marzio y Pietro Ronsano, los húngaros Juan Megyericsei y Janus Pannonius, e igualmente juristas como Esteban Werbőczy —autor del Tripartitum, obra que engloba las leyes y reglamentos del reino húngaro para su época—, quienes generaron un enorme impulso humanista en el reino.
El Renacimiento patrocinado por el rey mecenas Matías floreció en Hungría hasta la muerte del soberano en 1490. Después, la Casa de Jagellón, de origen polaco, obtuvo el trono húngaro y el rey Ladislao II de Hungría no pudo continuar con el ritmo al que Matías llevaba el reino. Los enormes gastos invertidos en las guerras contra el Sacro Imperio y Bohemia que resultaron exitosas habían vaciado el tesoro real y pronto condujeron a un declive. La Universitas Istropolitana cerró sus puertas por falta de fondos, y muchos artistas renacentistas abandonaron Hungría, mudándose a Praga, Viena y Cracovia, hallando allá el patrocinio de los monarcas locales. Muchos se quedaron en Buda y Visegrád en la corte del rey Ladislao II y de su hijo Luis II, que reinó desde 1516 hasta 1526. Durante el período de los Jagellón en Hungría (1490-1526), el más grande mecenas del humanismo fue el clérigo Jorge Szatmári, quien después de pasar por tres sillas obispales diferentes terminó como arzobispo de Estrigonia, enviando a muchos húngaros a estudiar a las universidades en Italia a lo largo de su carrera eclesiástica. Juan Vitéz el Joven, sobrino del reconocido arzobispo, se convirtió en el primer presidente de la Solidalitas Litteraria Danubiana en 1497, y fue conocido como uno de los humanistas más importantes de su época en Hungría. En la década de 1510, Ludovicus Cerva Tubero, humanista de Ragusa, vivió en la corte del arzobispo de Kalocsa Gregorio Frangepán, lugar donde continuó floreciendo el Renacimiento durante el reinado de Ladislao II, y donde se escribieron varias crónicas sobre el reino, entre las cuales destaca una que incluía la historia húngara desde la muerte del rey Matías (1490) hasta la muerte del papa León X (1521).
Sin embargo el suceso que puso fin a todo el esplendor de Hungría fue la derrota en la batalla de Mohács en 1526, donde los ejércitos turcos barrieron con las fuerzas húngaras y murió el rey Luis II. La destrucción casi total del reino que le siguió, incluyendo la ocupación de la ciudad de Buda en 1541, obligó a casi toda la población intelectual a abandonar Hungría, mientras las fuerzas otomanas destruían palacios, quemaban bibliotecas y archivos, acabando con casi todo el legado cultural renacentista húngaro.
Lo poco que logró sobrevivir al reino invadido por los turcos halló amparo en la corte del rey Juan I de Hungría (1526-1540), y posteriormente en la de su hijo el conde Juan Segismundo Szapolyai, voivoda de Transilvania, joven sobresaliente que hablaba ocho idiomas y era un apasionado de los libros y amante de la música.
Por otra parte, Nicolás Olahus, arzobispo de Esztergom (1553–1568), fue también un importante representante del Renacimiento tardío húngaro; viajó por toda Europa, y mantuvo contacto con Erasmo de Róterdam. Fue él quien coronó como rey húngaro a Rodolfo II de Habsburgo, y escribió en latín dos obras en honor a Hungría: Hungaria y Athila, publicadas por primera vez en 1568, en las que narra detalles geográficos, culturales y arquitectónicos del reino en la primera, así como la vida y hechos del ancestro de los húngaros Atila en la segunda.